# 天主教卡布加伊教區
天主教卡布加伊教區（拉丁語：Dioecesis Kabgayensis）是盧旺達一個羅馬天主教教區，屬基加利總教區。
教區前身是盧旺達宗座代牧區，成立於1922年4月25日，1952年2月14日易名。1959年11月10日升為總教區。1976年4月10日降格。
教區位於該國中西部。2011年有教友675,000人（佔轄區總人口49.3%）、廿五個堂區、八十名司鐸。現任教區主教為斯馬拉德·姆博寧特蓋。